# Huyện Sherpur
Sherpur là một huyện thuộc division Dhaka, Bangladesh. Huyện này có diện tích 1364 km², dân số năm 2002 là 1246511 người, mật độ dân số là 914 người/km².